# Mika Kaurismäki
Mika Juhani Kaurismäki (21 de septiembre de 1955) es un productor, guionista y director de cine finés.

## Biografía
Hermano de Aki Kaurismäki y padre de Maria Kaurismäki, graduada en la Tampere School of Art and Media en 2008 con la película Sideline, Mika Kaurismäki ha vivido en Brasil desde 1992 y ha hecho varias películas en el país latinoamericano, como Amazon, Tigrero, Sambólico, Rytmi o Moro no Brasil. Suyo es también el documental Brasileirinho (2005), en el que trata la música tradicional brasileña llamada choro.

## Trayectoria
Tras su paso por el instituto, Mika Kaurismäki trabajó como pintor en la pequeña ciudad de Kuusankoski, en el sureste de Finlandia. En el otoño de 1976, cayó en sus manos el libro Historia del cine de Peter von Bagh y decidió ser director de cine. Estudió cinematografía en Múnich (Alemania), en el Hochschule für Film und Fernsehen (1977–1981). Allí ideó la película The Liar (El Mentiroso), de 1980, aunque la rodó en Finlandia. Este fue el título con el que se graduó. Su hermano Aki, entonces estudiante de periodismo, protagonizó el filme y también colaboró en el guion. Después de que un relativo éxito, Mika Kaurismäki decidió quedarse en Finlandia y junto con su hermano y algunos amigos fundó una productora, Villealfa Filmproductions, con el objetivo de hacer películas de bajo presupuesto. En la empresa colaboraron, además de los hermanos Kaurismäki, los actores Matti Pellonpää y Kari Väänänen y el director cinematográfico Timo Salminen. 
Con esa productora, Mika Kaurismäki dirigió en 1984 la película The Clan – Tale of the Frogs, que fue exhibida en el Festival Internacional de Cine de Moscú de 1985.
Hacia 1992 Mika Kaurismäki se estableció en Río de Janeiro, y empezó a concentrarse en proyectos y coproducciones internacionales. En 1995, en Filadelfia, dirigió Condition Red, un thriller de bajo presupuesto protagonizado por James Russo, Cynda Williams y Paul Calderon. La película fue exhibida en el Festival Internacional de Cine de Moscú de 1995. A ese título siguieron Sambolico y Danish Girls Show Everything, ambas de 1996. Pero, sin duda, la producción más ambiciosa fue L.A. Without a Map (1998), protagonizada por David Tennant, Julie Delpy, Vincent Gallo, Johnny Depp, James LeGros, Anouk Aimée y Joe Dallesandro.
En 2003 fue miembro del jurado en el 25.º Festival Internacional de cine de Moscú.
Su película The Road North, protagonizada por Vesa-Matti Loiri y Samuli Edelmann, que fue estrenada en agosto de 2012, fue vista por más de 200.000 espectadores en apenas dos meses. Kaurismäki también es productor y coguionista de la película documental The King – Jari Litmanen, basada en la vida del futbolista finés Jari Litmanen.

## Filmografía
Kaurismäki ha dirigido películas en varias lenguas, generalmente en inglés, finés y portugués. Abajo, los títulos originales de las películas aparecen entre paréntesis.
- The Liar (Valehtelija) (1981)
- The Saimaa Gesture (1981) (codirigida con Aki Kaurismäki)
- Jackpot 2 (1982) (short film)
- The Worthless (Arvottomat) (1982)
- The Clan – Tale of the Frogs (Klaani – tarina Sammakoitten suvusta) (1984)
- Rosso (1985)
- Helsinki Napoli – All Night Long (1987)
- Night Work (Yötyö) (1988) (TV film)
- Cha Cha Cha (1989)
- Paper Star (Paperitähti) (1989)
- Amazon (1990)
- Zombie and the Ghost Train (Zombie ja kummitusjuna) (1991)
- The last border (1993)
- Tigrero: A Film That Was Never Made (1994)
- Condition Red (1995)
- Sambolico (1996)
- Danish Girls Show Everything (Danske piger viser alt) (1996)
- L.A. Without a Map (1998)
- Highway Society (2000)
- Sound of Brazil (Moro No Brasil) (2002)
- Honey Baby (2003)
- Welcome to São Paulo (Bem-Vindo a São Paulo) (2004)
- Brasileirinho (2005)
- Sonic Mirror (2008)
- Three Wise Men (Kolme viisasta miestä) (2008)
- Divorcio a la finlandesa (Haarautuvan rakkauden talo) (2009)
- Mama Africa (2011)
- Brothers (Veljekset) (2012)
- The Road North (Tie Pohjoiseen) (2012)
- Reina Cristina (2015)